# ایویات ایگل

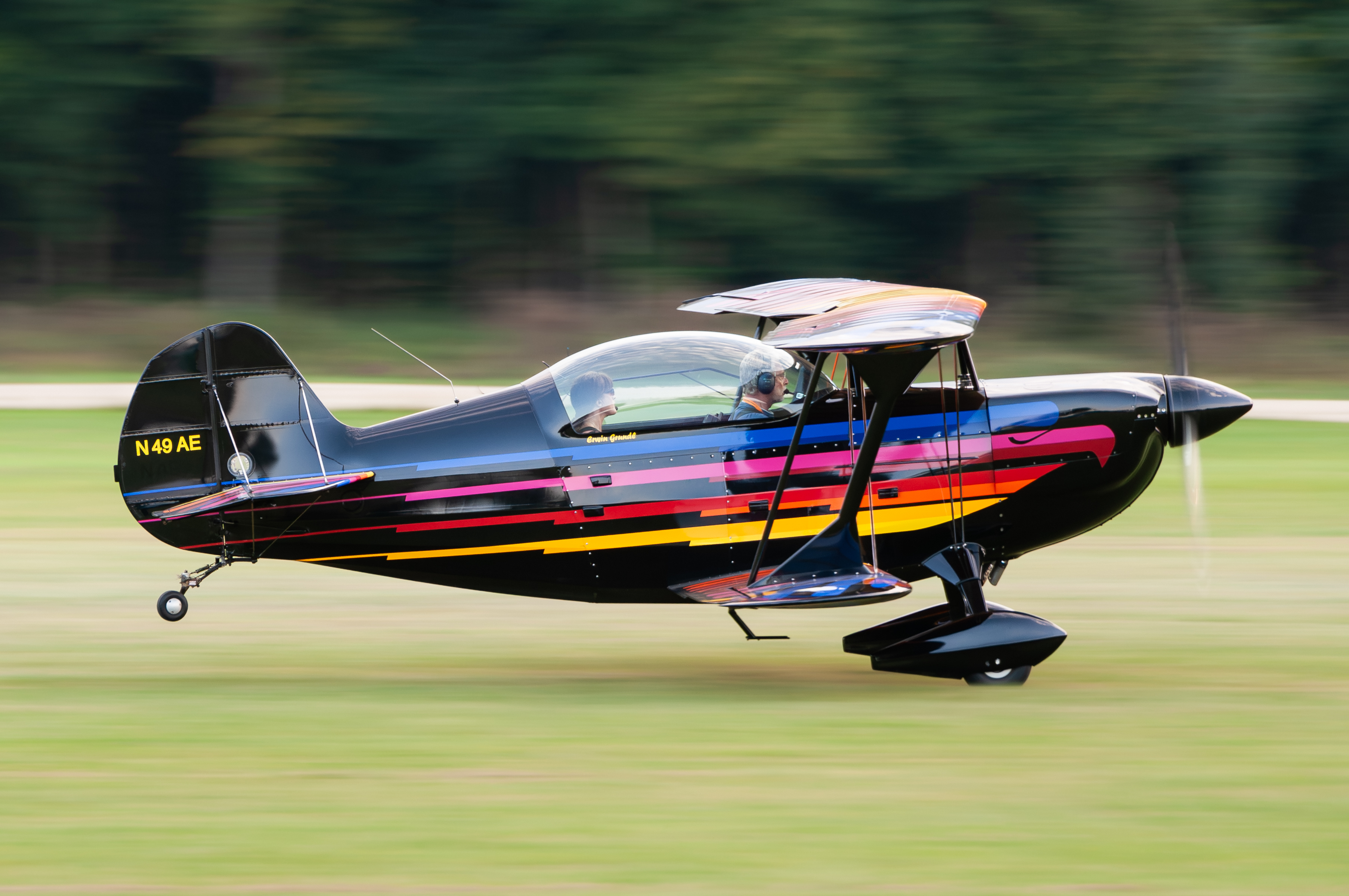
ایویات ایگل

کریستن ایگل (به انگلیسی: Aviat Eagle) که بعداً در اواسط دهه ۱۹۹۰ به ایویات ایگل تبدیل شد، یک هواپیمای دوباله ورزشی آکروباتیک است که از اواخر دهه ۱۹۷۰ در ایالات متحده تولید شده است.

## طراحی

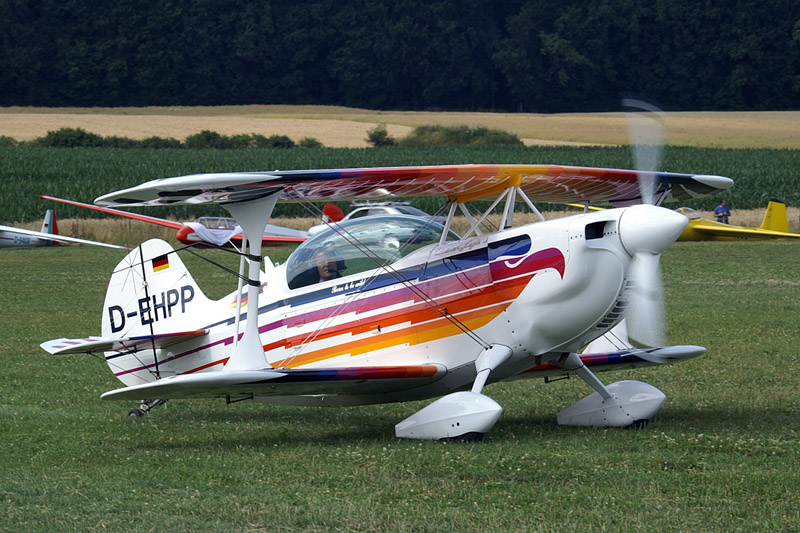
کریستین ایگل۲

این هواپیما برای رقابت با پیتس اسپشیال در نظر گرفته شده بود. توسط فرانک کریستنسن از سالت لیک سیتی طراحی شده بود.ایگل۲ به شکل هواپیمای دست‌ساز به بازار عرضه می‌شود. ایگل۲ یک هواپیمای کوچک با پیکربندی معمولی با بال‌های دوباله تک‌خلبه‌ای و با دهانه مساوی است که با سیم‌های پرواز و فرود ساده و یک پایه I برای تشکیل خرپا جعبه مهار شده است. خلبان و یک مسافر پشت سر هم زیر یک کانوپی حبابی بزرگ نشسته‌اند. قسمت زیرین چرخ عقب ثابت است و چرخ‌های اصلی روی پایه‌های آلومینیومی فنری نصب شده‌اند. چرخ‌های اصلی در پسارگیر ساده قرار گرفته‌اند. بدنه و دم از لوله جوش داده شده از فولاد کرومولی ساخته شده است که بدنه جلویی آن از آلومینیوم و بدنه عقب و دم آن با پارچه پوشانده شده است. ساختار بال از چوب صنوبر سیتکا و پوشیده از پارچه است. روکش موتور فایبرگلاس است. تا سال ۲۰۱۱ بیش از ۳۵۰ هواپیما در حال پرواز بودند.

## جستارهای وابسته

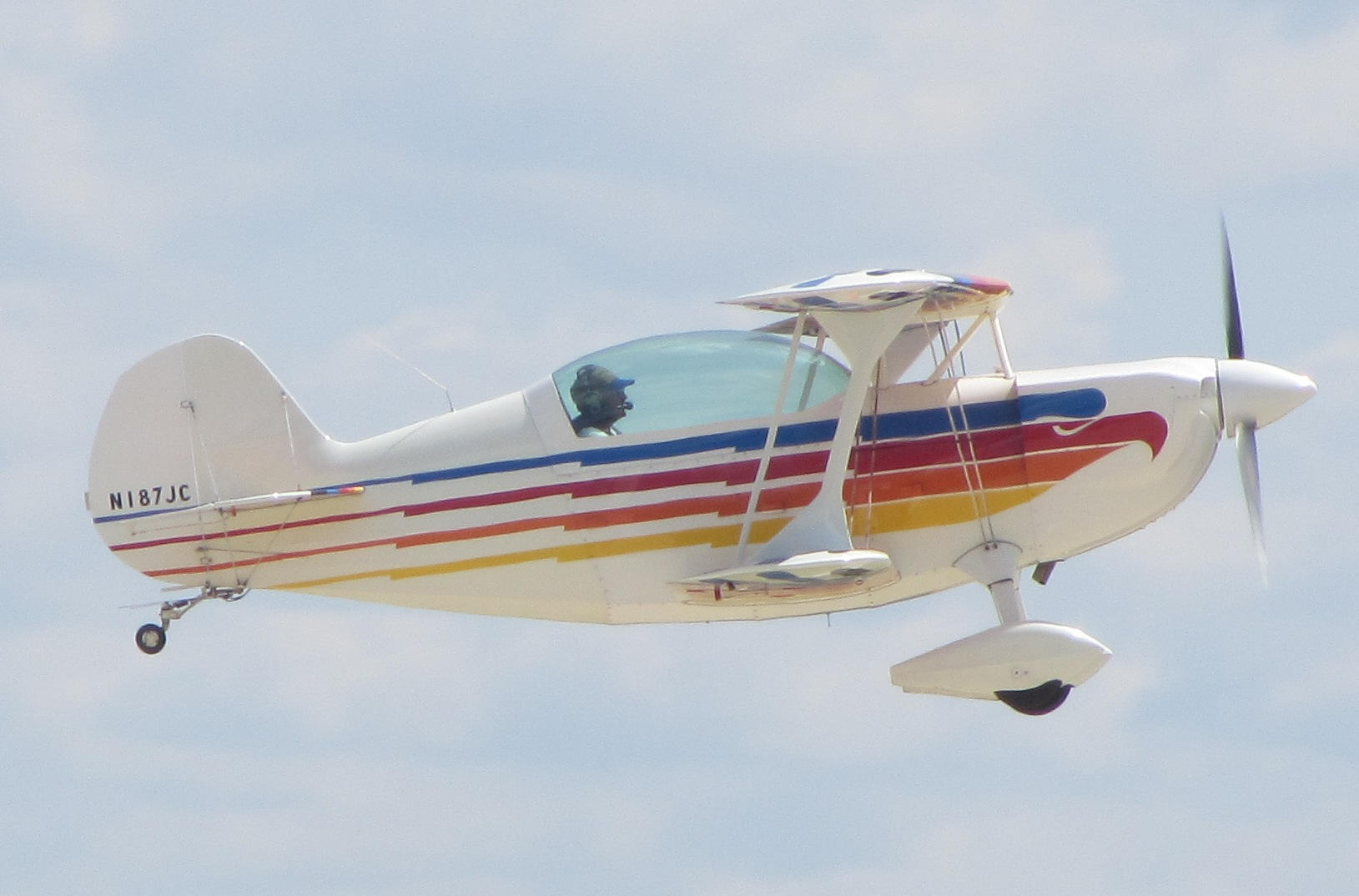
کریستین ایگل۲